# 1613 у літературі

## Книги
- «Повчальні новели» — збірка оповідань Мігеля де Сервантеса.

## П'єси
- «Собака на сіні» — комедія Лопе де Веги.
- «Генріх VIII» — п'єса Вільяма Шекспіра.

## Народились
- 15 вересня — Франсуа де Ларошфуко, французький письменник-мораліст (помер у 1680).
- 5 листопада — Ісаак де Бенсерад, французький поет (помер у 1691).

## Померли
- 16 лютого — Мікалоюс Даукша, один з творців литовської писемності, перекладач.